# Федорейко Анатолій Степанович
Анатолій Степанович Федорейко (нар. 1 січня 1948, с. Сидорів, Тернопільська область) — український господарник. Брат Валерія Степановича Федорейко. 

## Життєпис
Анатолій Степанович Федорейко народився 1 січня 1948 року в селі Сидорові, нині Гусятинської громади Чортківського району Тернопільської області у вчительській сім'ї.
Закінчив факультет електрифікації Української сільськогосподарської академії (1972; нині Національний університет біоресурсів і природокористування).
Працював:
- головним механіком, головним інженером Чортківської перо-пухової фабрики (1974—1985);
- на громадській роботі (1985—1991);
- заступником директора з будівництва Чортківського лікеро-горілчаного заводу;
- заступником начальника ВАТ «Чортківгаз» (1992—1994);
- директором СП «Біллербек-Україна перо-пухова фабрика» (1994—2013).

## Нагороди та відзнаки
- Заслужений працівник промисловості України (2004)[1];
- Кращий роботодавець року в Україні (2005).